# Charlo (New Brunswick)
Charlo ist eine Gemeinde mit dem Status eines Village (englisch Dorf) im Restigouche County in der kanadischen Provinz New Brunswick. Charlo liegt im Norden der Provinz, am Ufer der Chaleur-Bucht.
Die Gemeinde wurde ursprünglich 1799 von Akadiern gegründet und erhielt 1966 ihren aktuellen Gemeindestatus. Auf Grund der starken französischen Einflüsse in der Geschichte der Gemeinde, spricht noch heute die Mehrzahl der Einwohner französisch als Muttersprache (etwa 2/3 der Einwohner).

## Demographie
In Charlo leben, laut Zensus aus dem Jahr 2016, 1.310 Einwohner auf einer Fläche von 31,30 km². Die Bevölkerungsdichte liegt bei 41,9 Einwohner/km². Im Vergleich zum Zensus 2011 bzw. 2006 ist die Einwohnerzahl der Gemeinde damit um 1,1 % bzw. 4,5 % gesunken. Die negative Einwohnerentwicklung in der Gemeinde setzt sich damit seit rund 20 Jahren fort. Das Medianalter in Charlo lag 2011 mit 51,4 Jahren deutlich über dem Provinzdurchschnitt (43,7 Jahre). Mit dem Zensus 2016 stellte Statistics Canada seine Auswertung vom Medianalter auf das Durchschnittsalter um. 2016 lag das Durchschnittsalter in Charlo mit 48,7 Jahren deutlich über dem Provinzdurchschnitt von 43,6 Jahren.

## Verkehr
Charlo ist verkehrstechnisch für kanadische Verhältnisse und eine Gemeinde seiner Größe gut erschlossen. Am südlichen Rand der Gemeinde verläuft die New Brunswick Route 11 sowie etwas zentraler durch die Gemeinde die New Brunswick Route 134. Weiterhin gibt es in Charlo einen Haltepunkt der VIA Rail Canada. Ebenfalls im Süden der Gemeinde liegt der Provinzflughafen Charlo Airport (IATA-Code: YCL, ICAO-Code:CYCL). 